# Scopoides cambridgei
Scopoides cambridgei är en spindelart som först beskrevs av Willis J. Gertsch och Davis 1940.  Scopoides cambridgei ingår i släktet Scopoides och familjen plattbuksspindlar. Inga underarter finns listade i Catalogue of Life.